# Cúp Algarve 1994
Cúp Algarve 1994 (tiếng Anh: Algarve Cup 1994), giải bóng đá giao hữu thường niên diễn ra tại Algarve, Bồ Đào Nha từ 16 đến 20 tháng 3 năm 1994. Na Uy là đội tuyển vô địch của giải.

## Thể thức
Tại vòng bảng, sáu đội được chia làm hai bảng. Các đội trong bảng thi đấu vòng tròn một lượt. Vòng phân hạng gồm ba trận đấu: trận tranh hạng nhất giữa các đội đầu bảng, tranh hạng ba giữa các đội nhì bảng, và tranh hạng năm giữa các đội cuối bảng.
- Giờ thi đấu là WET (UTC±0).

## Vòng bảng

### Bảng A
| Đội        | Tr | T | H | B | BT | BB | HS | Đ  |
| ---------- | -- | - | - | - | -- | -- | -- | -- |
| Hoa Kỳ     | 6  | 2 | 2 | 0 | 0  | 6  | 0  | +6 |
| Thụy Điển  | 3  | 2 | 1 | 0 | 1  | 3  | 1  | +2 |
| Bồ Đào Nha | 0  | 2 | 0 | 0 | 2  | 0  | 8  | −8 |

| Hoa Kỳ                                                 | 5–0      | Bồ Đào Nha |
| ------------------------------------------------------ | -------- | ---------- |
| Gabarra 5', 31' · Lilly 21' · Milbrett 85' · Foudy 89' | Chi tiết |            |

| Thụy Điển                                      | 3–0      | Bồ Đào Nha |
| ---------------------------------------------- | -------- | ---------- |
| Nilsson 11' · Cazuza 25' (l.n.) · Nessvold 76' | Chi tiết |            |

| Hoa Kỳ  | 1–0      | Thụy Điển |
| ------- | -------- | --------- |
| Hamm 1' | Chi tiết |           |

### Bảng B
| Đội      | Tr | T | H | B | BT | BB | HS | Đ   |
| -------- | -- | - | - | - | -- | -- | -- | --- |
| Na Uy    | 6  | 2 | 2 | 0 | 0  | 12 | 1  | +11 |
| Đan Mạch | 3  | 2 | 1 | 0 | 1  | 2  | 6  | −4  |
| Phần Lan | 0  | 2 | 0 | 0 | 2  | 0  | 7  | −7  |

| Na Uy                                                               | 6–0      | Phần Lan |
| ------------------------------------------------------------------- | -------- | -------- |
| Hegstad 1' · Aarønes 4', 33' · Krokan 52' · Sandberg 85' · ? (l.n.) | Chi tiết |          |

| Đan Mạch     | 1–0      | Phần Lan |
| ------------ | -------- | -------- |
| Rasmussen 1' | Chi tiết |          |

| Na Uy                                                                | 6–1      | Đan Mạch  |
| -------------------------------------------------------------------- | -------- | --------- |
| Aarønes 9', 57' · Riise 14' · Medaln 17' · Hegstad 38' · Carlsen 60' | Chi tiết | Hansen 1' |

## Vòng phân hạng

### Tranh hạng năm
| Bồ Đào Nha               | 2–0      | Phần Lan |
| ------------------------ | -------- | -------- |
| Couto 55' · Sequeira 68' | Chi tiết |          |

### Tranh hạng ba
| Thụy Điển   | 1–0      | Đan Mạch |
| ----------- | -------- | -------- |
| Videkull 1' | Chi tiết |          |

### Chung kết
| Na Uy       | 1–0      | Hoa Kỳ |
| ----------- | -------- | ------ |
| Aarønes 84' | Chi tiết |        |